# Шпигун, Кирилл Олегович
Кирилл Олегович Шпигун (род. 1970) — председатель Правления банка Зенит.

## Биография
Сын химиков Олега Алексеевича и Лилии Константиновны Шпигун.
После окончания средней школы поступил на факультет вычислительной математики и кибернетики МГУ, который успешно окончил по специальности «прикладная математика» (1992). Работал в институте прикладной математики РАН (1992—1994).
Начал трудиться в Федеральной службе России по валютному и экспортному контролю (1994). За время работы поднялся по карьерной лестнице от ведущего специалиста до начальника аналитического отдела. Параллельно обучался банковскому делу в институте переподготовки и повышения квалификации кадров Финансовой академии при правительстве РФ.
Начал банковскую деятельность (1997). В качестве начальника Управления валютного контроля устроился в Банк Зенит, где успешно проработал более 17 лет. В 2002 году он стал членом правления «Зенита», спустя полгода — заместителем председателя правления, занял пост председателя правления банка (с 2005).
27 сентября 2017 года стало известно о том, что на посту предправления банка его сменит Олег Машталяр (экс-сотрудник МДМ-Банка), сам банкир останется в кредитной организации в качестве члена совета директоров.

## Критика
В 2017 году Шпигун получил официальное предпреждение от Центрального Банка, привлекшего его к административной ответственности по статье 15.27 Кодекса РФ о  противодействии легализации доходов.